# Vägen hem till dej
Vägen hem till dej är ett studioalbum från 1991 av Kikki Danielsson. Låten "Vägen hem till dej" låg på Svensktoppen i en vecka den 31 mars 1991, med tiondeplats.
Albumet blev Kikki Danielssons första studioalbum sedan Bra vibrationer 1985 att innehålla sång på både engelska och svenska. 

## Låtlista
| Nr  | Titel                                                       | Låtskrivare                                                            | Längd |
| --- | ----------------------------------------------------------- | ---------------------------------------------------------------------- | ----- |
| 1.  | "Vägen hem till dej"                                        | Martin Klaman, Hans Skoog                                              | ?     |
| 2.  | "Vi har ett eget paradis"                                   | Martin Klaman, Hans Skoog                                              | ?     |
| 3.  | "En annan stad, en annan vän (Another Town, Another Train)" | Benny Andersson, Björn Ulvaeus, Stikkan Anderson                       | ?     |
| 4.  | "You're My World (Il mio mondo)"                            | Umberto Bindi, Gino Paoli, Carl Sigman                                 | ?     |
| 5.  | "Kärlekens vingar"                                          | Peter Åhs, Karl Fridolfsson                                            | ?     |
| 6.  | "Den enda sanna kärleken"                                   | Lasse Holm                                                             | ?     |
| 7.  | "Samma vindar, samma hav"                                   | Martin Klaman, Hans Skoog                                              | ?     |
| 8.  | "Tell Him"                                                  | Bert Russell                                                           | ?     |
| 9.  | "Det största som hänt (The Star)"                           | Lee Arnold Bach, Kikki Danielsson                                      | ?     |
| 10. | "Inget stoppar oss nu"                                      | Lasse Holm, Ingela Forsman                                             | ?     |
| 11  | "Ge dig av (Tear it up)"                                    | James Cates, Pat Terry, Kikki Danielsson                               | ?     |
| 12. | "En ton i trädens kronor (Emigrantvisan)"                   | Traditionell, arrangemang Rutger Gunnarsson och Ingela Forsman         | ?     |
| 13. | "Du gör mig galen (You're Taking too Long)"                 | Lee Roy Parnell, Rory Michael Bourke, Gary Nicholson, Kikki Danielsson | ?     |

## Medverkande musiker
- Kikki Danielsson - Sång
- Peter Ljung - Klaviatur
- Lasse Wellander, Gitarr
- Klas Anderhell - Trummor
- Rutger Gunnarsson - Bas